# セルクナム族

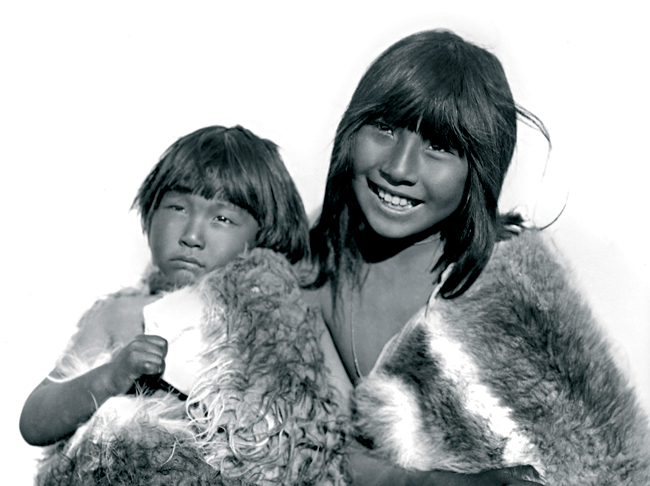
セルクナム族の子ども（1898年撮影）

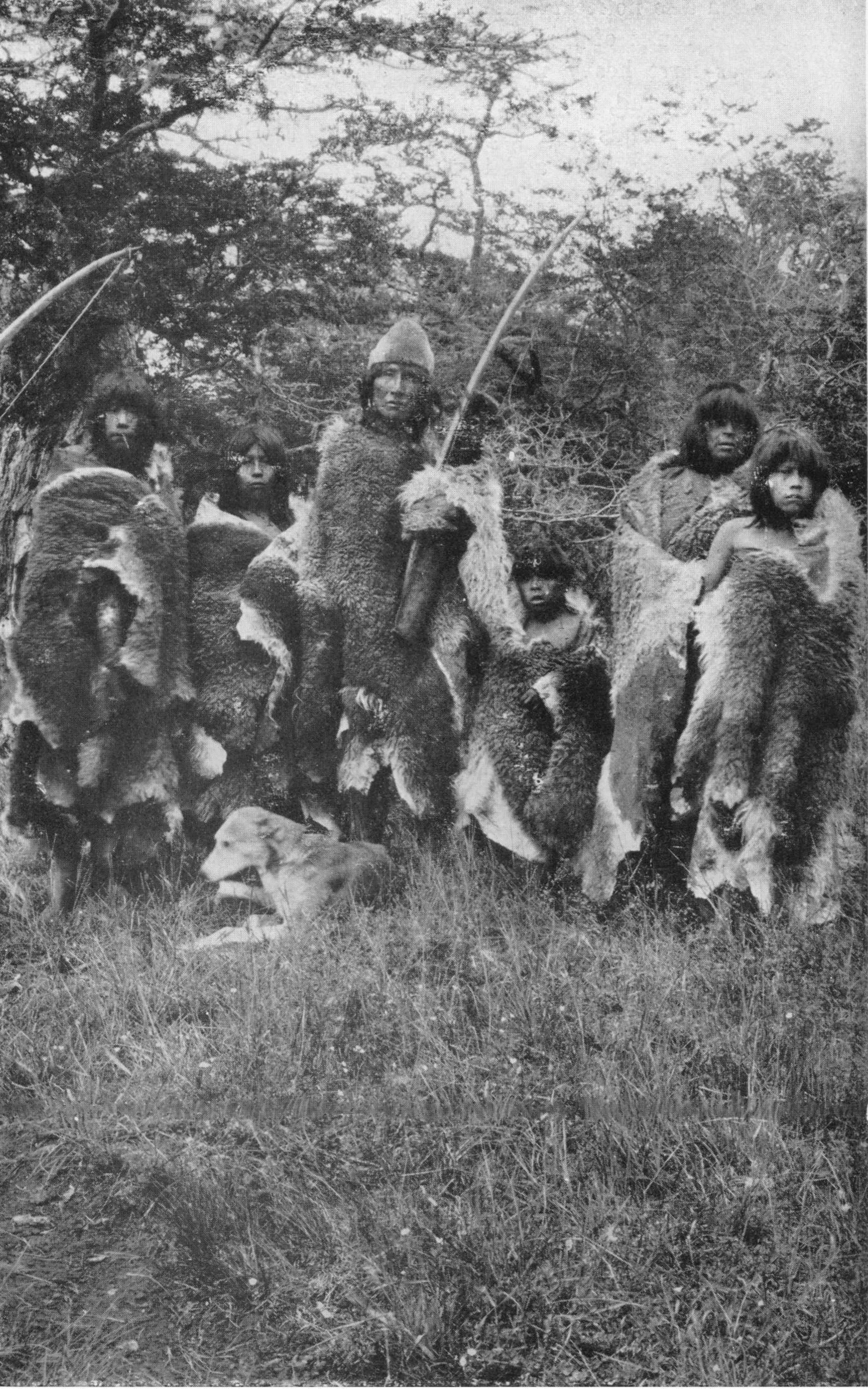

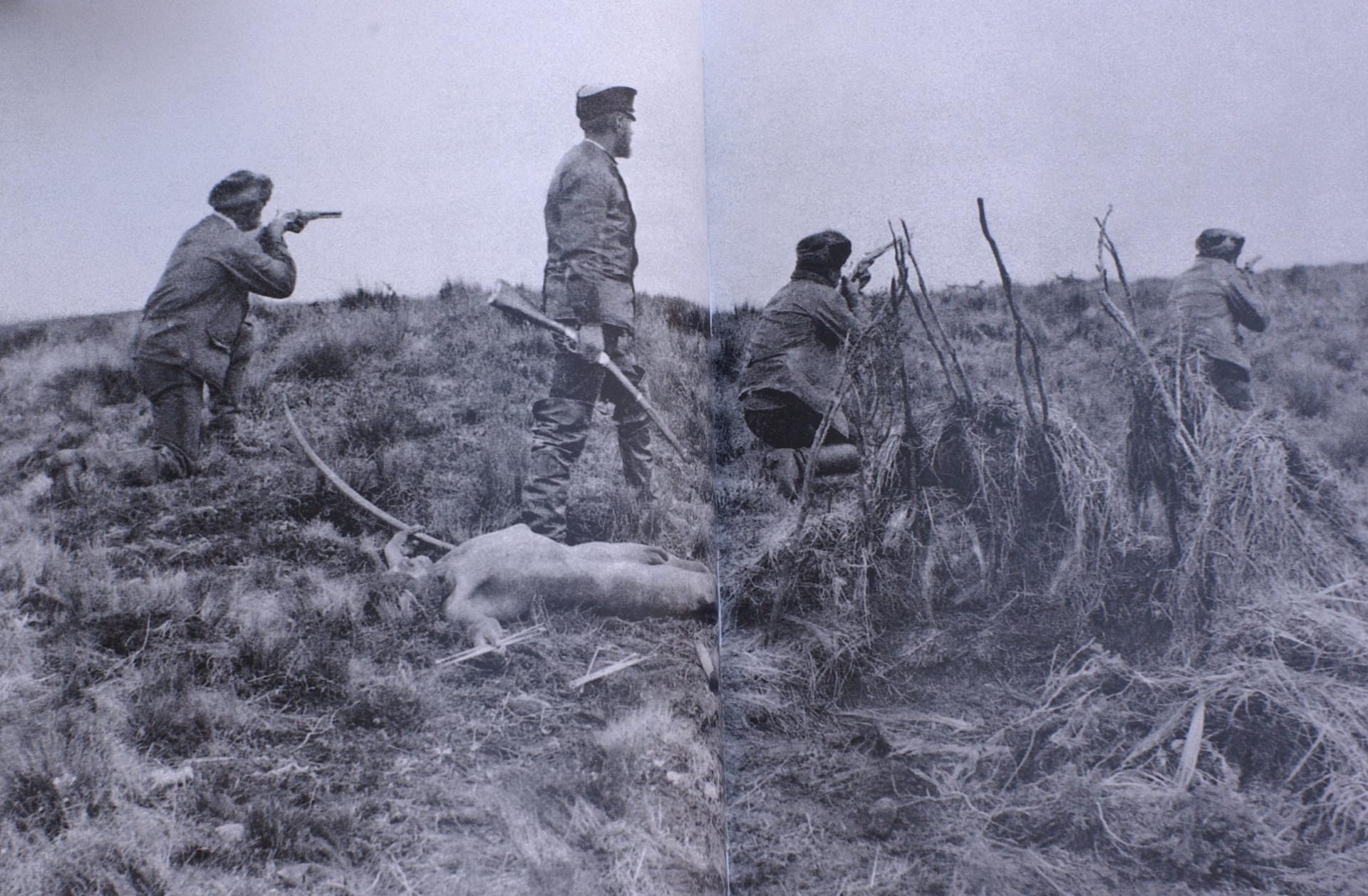
セルクナム族を制圧したジュリアス・ポパー。写真左中央にセルクナム族の遺体が見える

セルクナム族（セルクナムぞく、Selk'nam）とは、ティエラ・デル・フエゴ諸島を含むチリ及び、アルゼンチン南部のパタゴニア地域において居住していた民族。オナ族、オーナ族 (Ona)とも呼ばれる。

## 概要
南米最後の先住民族（インディオ）の一つで、チョン小語族に属するセルクナム語を使用した。19世紀末にチリ・アルゼンチン両国政府がティエラ・デル・フエゴの探索と領有を進めた結果、絶滅に追い込まれた。
元々南米大陸を先住の地としていたが、マゼラン海峡をカヌーにより縦横断しティエラ・デル・フエゴ北部に住み着いたと考えられている。